# فهرست جنبش‌های جدایی‌خواه فعال
این فهرستی از فهرست‌های جنبش‌های جدایی‌خواه فعال به تفکیک قاره است:
- فهرست جنبش‌های جدایی‌خواه فعال در آفریقا
- فهرست جنبش‌های جدایی‌خواه فعال در آسیا
- فهرست جنبش‌های جدایی‌خواه فعال در اروپا
- فهرست جنبش‌های جدایی‌خواه فعال در آمریکای شمالی
- فهرست جنبش‌های جدایی‌خواه فعال در اقیانوسیه
- فهرست جنبش‌های جدایی‌خواه فعال در آمریکای جنوبی